# Raquel del Rosario
Raquel del Rosario Macías, née le 3 novembre 1982 à Teror aux îles Canaries en Espagne, est une chanteuse espagnole. Elle a été la chanteuse principale du groupe El Sueño de Morfeo  (Le Rêve de Morphée) jusqu'en 2013. Elle est désignée, en 2013, avec son groupe El Sueño Morfeo, pour représenter l'Espagne au Concours Eurovision de la chanson 2013.

## Biographie

### Jeunesse
Raquel est la deuxième d'une famille de six enfants. À l'âge de 14 ans, elle apprend à jouer de la guitare et commence à écrire les premières chansons d'une longue liste. Raquel, est une musicienne autodidacte. L'année de ses 17 ans elle fait la rencontre de David Feito (un des futurs membres du groupe El Sueño de Morfeo), et forment tous les deux un groupe de musique Celtes.

### Débuts
En 2000, Raquel quitte ses Iles Canaries natales pour les Asturies avec David. Ils forment le groupe, Xemà, et voient enfin leur premier album sortir, Del Interior. Peu de temps après, Raquel et David font la rencontre de Juan Luis Suárez, qui rejoint alors leur groupe. Ils créent tous les trois le groupe El Sueño de Morfeo . Raquel del Rosario est la chanteuse de ce groupe espagnol. Elle a écrit et composé la plupart des chansons du groupe, avec l'aide de David et Juan.

### Sanremo Music Festival (2011)
En 2011, elle concourt avec Luca Barbarossa au Sanremo Music Festival 2011, où ils ont terminé à la 8ème place avec la chanson "Fino in fondo".

### Eurovision (2013)
Le 17 décembre 2012, TVE annonce officiellement la participation d'El Sueño Morfeo pour représenter l'Espagne au Concours Eurovision de la chanson 2013 à Malmö, en Suède, avec la chanson " Contigo hasta el final " ( With You Until The End ). Ils terminent 25ème, en avant dernière position (25/26) avec seulement 8 points.

### Vie privée

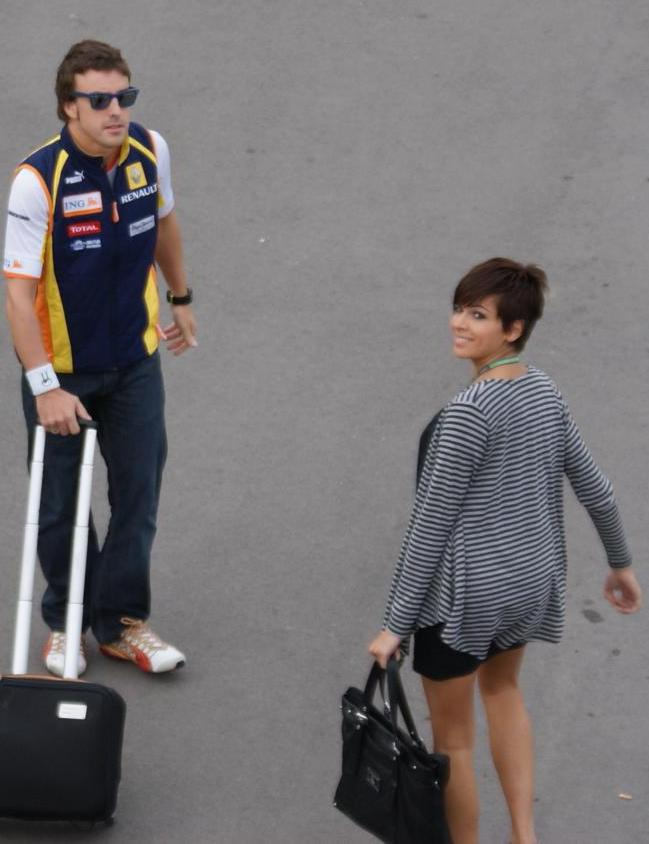
Raquel et son mari de l'époque, Fernando Alonso.

Le 17 novembre 2006, elle épouse le pilote automobile de Formule 1, Fernando Alonso. Ils vécurent à Oxford, en Angleterre, jusqu'à ce qu'ils déménagent à Mont-sur-Rolle, près du lac Léman, en Suisse, en 2006. En février 2010, ils déménagent à Lugano, en Suisse, pour se rapprocher du nouvel employeur de Formule 1, Ferrari, de Fernando. Le 20 décembre 2011, le couple annonce son divorce à la presse. En 2013, Raquel épouse Pedro Castro, un photographe et cinéaste galicien.Ils se sont tous deux rencontrés pour la première fois pendant la réalisation du clip de la chanson "Si no estás", d'El Sueño Morfeo. En 2014, elle donne naissance à leur premier enfant, Leo. En 2016, elle donne naissance à leur deuxième fils, Mael.

## Discographie
- 2002 : Del Interior (Xemá)
- 2005 : El Sueño de Morfeo
- 2007 : Nos vemos en el camino
- 2009 : Cosas que nos hacen sentir bien
- 2012 : Buscamos sonrisas
- 2013 : Todos tenemos un sueño

## Filmographie
Série télévisée
- 2004 et 2006 : La Famille Serrano : Rachel (saison 2, épisodes 31[7]-32[8], saison 5, épisode 20[9])